# Bedřich Moldan
Bedřich Moldan, češki politik, ekolog in publicist, * 15. avgust 1935, Praga, Češkoslovaška.
Med letoma 1990 in 1991 je bil minister za okolje Češke republike; od leta 2004 je senator.